# گابی گازیت

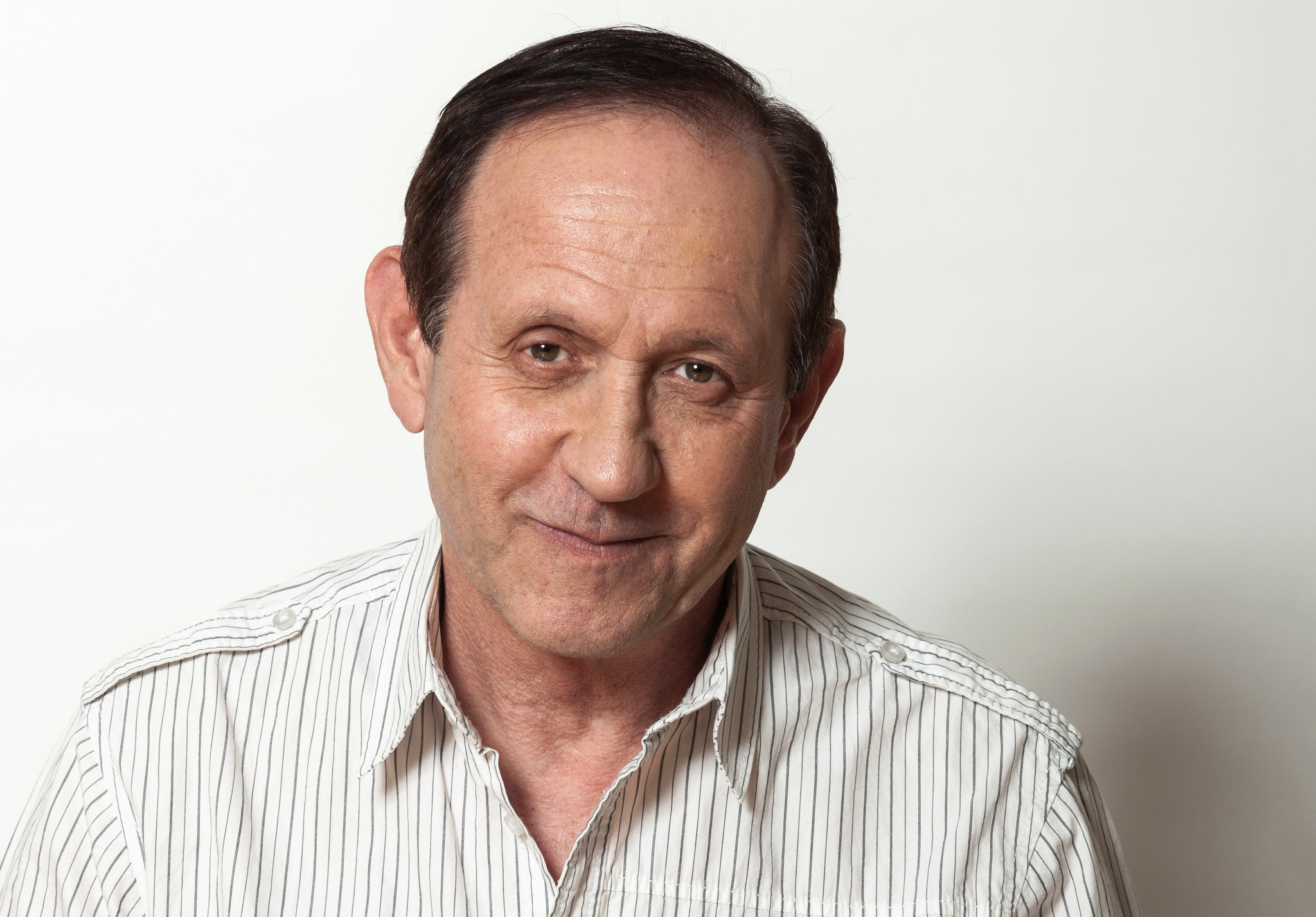
گابی گازیت، ژورنالیست و میزبان رادیویی - ۲۰۱۶

گابی گازیت (زادهٔ ۱۱ نوامبر ۱۹۴۷) (عبری: גבי גזית) روزنامه‌نگار اهل اسرائیل، شخصیت تلویزیون و میزبان رادیویی است.